# Грэм, Уильям, 2-й герцог Монтроз
Уильям Грэм, 2-й герцог Монтроз (англ. William Graham, 2nd Duke of Montrose; 27 августа 1712 — 23 сентября 1790) — шотландский аристократ и пэр.

## Биография
Родился 27 августа 1712 года. Седьмой сын Джеймса Грэма, 1-го герцога Монтроза (1682—1742), и его жены леди Кристиан Карнеги (? — 1744). Получил образование в Итонском колледже.
30 сентября 1731 года после смерти своего старшего бездетного брата, Дэвида Грэма, 1-го графа Грэма (1705—1731), Уильям Грэм унаследовал титулы 2-го графа Грэма и 2-го барона Грэма из Белфорда (Пэрство Великобритании).
7 января 1742 года после смерти своего отца Джеймса Грэма, 1-го герцога Монтроза, Уильям Грэм стал 2-м герцогом Монтрозом, унаследовав родовые титулы и владения.
Канцлер Университета Глазго в 1743—1780 годах.
23 сентября 1790 года 78-летний Уильям Грэм скончался в Туикенеме, Лондон, Англия. Ему наследовал его единственный сын, Джеймс Грэм, 3-й герцог Монтроз.
28 октября 1742 года герцог Монтроз женился на леди Люси Меннерс (ок. 1717 — 18 июня 1788), дочери Джона Меннерса, 2-го герцога Ратленда (1676—1721), и Люси Шерард (1685—1751). У супругов было двое детей:
- Леди Люси Грэм (28 июля 1751 — 13 февраля 1780), муж с 1771 года Арчибальд Джеймс Эдвард Дуглас, 1-й барон Дуглас из Дугласа (1748—1827)
- Джеймс Грэм, 3-й герцог Монтроз (8 сентября 1755 — 30 декабря 1836).

## Титулатура
- 2-й герцог Монтроз (с 7 января 1742)
- 2-й барон Грэм из Белфорда, Нортумберленд (с 30 сентября 1731)
- 9-й граф Монтроз (с 7 января 1742)
- 11-й лорд Грэм (с 7 января 1742)
- 2-й граф Грэм (с 30 сентября 1731)
- 2-й граф Кинкардин (с 7 января 1742)
- 2-й виконт Дандафф (с 7 января 1742)
- 2-й маркиз Грэм и Бьюкенен (с 7 января 1742)
- 5-й граф Кинкардин (с 7 января 1742)
- 5-й лорд Грэм и Магдок (с 7 января 1742)
- 2-й лорд Аберрутвен, Магдок и Финтри (с 7 января 1742)
- 5-й маркиз Монтроз (с 7 января 1742).